# Бухал Гліб Геннадійович
Гліб Геннадійович Бухал (нар. 12 листопада 1995) — український футболіст, центральний захисник польського клубу «Ресовія».

## Життєпис
Вихованець київських клубів «Зміна-Оболонь», «Зірка» та «Арсенал».
Протягом кар'єри виступав у молодіжному чемпіонаті України за київський «Арсенал» та харківський «Металіст». У 2015 році був гравцем друголігового київського «Арсеналу». У 2016 році захищав кольори аматорського клубу «Чайка» (Петропавлівська Борщагівка). Наступного року повернувся до Другої ліги, де захищав кольори ФК «Львову».
На початку 2018 року перейшов до «Олександрії» на правах оренди.
Був членому студентської збірної України з футболу Літній Універсіаді 2017 року в Тайбеї.